# Edward Osborne
Sir Edward Osborne, I Baronetto (12 dicembre 1596 – 9 settembre 1647), è stato un politico inglese, membro della Camera dei comuni in vari momenti tra il 1628 e il 1640.

## Biografia
Era il figlio di Sir Hewett Osborne, fratello di Alice Osborne, moglie di Sir John Peyton, I Baronetto, e Joice Fleetwood. Fu fatto baronetto il 13 luglio 1620.

## Carriera politica
Nel 1628 Osborne venne eletto deputato al Parlamento per la East Retford, deputato per York nel Parlamento Breve del 1640 e per Berwick nel mese di novembre 1640 per il Lungo Parlamento.

## Matrimonio
Il 13 ottobre 1618 sposò Margaret Belasyse, figlia di Thomas Belasyse, I visconte Fauconberg e Barbara Cholmondeley. La coppia non ebbe figli e Margaret morì il 7 novembre 1624.
Sposò, in seconde nozze, Anne Walmesley, vedova di William Middleton, figlia di Thomas Walmesley ed Eleanor o Elizabeth Danvers. La coppia ebbe un figlio: Thomas (1632-1712).